# Madagaskar-Stachelschwanzleguan
|  | Dieser Artikel wurde aufgrund von formalen oder inhaltlichen Mängeln in der Qualitätssicherung Biologie im Abschnitt „Reptilien“ zur Verbesserung eingetragen. Dies geschieht, um die Qualität der Biologie-Artikel auf ein akzeptables Niveau zu bringen. Bitte hilf mit, diesen Artikel zu verbessern! Artikel, die nicht signifikant verbessert werden, können gegebenenfalls gelöscht werden. Lies dazu auch die näheren Informationen in den Mindestanforderungen an Biologie-Artikel. |

Der Madagaskar-Stachelschwanzleguan (Oplurus cyclurus), auch bekannt unter der Bezeichnung Kleiner Madagaskar-Baumleguan, gehört innerhalb der Familie der Madagaskarleguane (Opluridae) zur Gattung Oplurus.

## Beschreibung
Der Madagaskar-Stachelschwanzleguan erreicht eine Gesamtlänge von 25 cm. Die Färbung des Körpers variiert zwischen braun und grau und ist mit dunklen Bändern durchzogen. Im Halsbereich wirkt die Haut faltig. Er hat kräftige Extremitäten, die in mächtigen und langen Krallen enden.

## Verbreitung und Lebensraum
Oplurus cyclurus ist ein Endemit Madagaskars und kommt dort im Südwesten, Südosten und Nordwesten vor, im Südwesten ist dieser Madagaskarleguan am häufigsten. Er lebt in ariden Gebieten und ist eine meist baumbewohnende Art in trockenen Laubwäldern und Dornbaumsavannen. Die Häufigkeit scheint mit dem Vorhandensein von Termitenhügeln und umgestürzten Baumstämmen einherzugehen. Möglicherweise wegen des Mangels von Termitenhügeln und Baumstämmen fehlt die Art in Rodungsgebieten. Oplurus cyclurus kommt in Höhen von 15 bis 240 Meter vor.

## Haltung
Ein Pärchen mit einer Körper-Rumpf-Länge von 25 cm benötigt ein Terrarium mit den Mindestmaßen 100 × 50 × 80 cm (L × B × H). In größeren Terrarien können auch Gruppen gepflegt werden, wobei auf ein Männchen 2–4 Weibchen gehalten werden können. Da die Tiere gerne und gut klettern, ist eine Strukturierung des Terrariums durch eine Rückwand und Kletteräste für das natürliche Verhalten wichtig. Die Luftfeuchtigkeit sollte 70 % betragen und die Tagestemperatur 25–28 °C, wobei der Wärmeplatz bis zu 40 °C warm sein kann. Besonders wichtig für das Wohlbefinden der Tiere ist die Nachtabsenkung der Lufttemperatur auf 22 °C.

## Forschungsgeschichte
Dieser Madagaskarleguan wurde 1820 von Blasius Merrem in „Versuch eines Systems der Amphibien“ als Uromastyx cyclurus erstbeschrieben. Als Typenfundort gab er irrtümlich Brasilia an. Es gibt mehrere Synonyme. André Marie Constant Duméril und Gabriel Bibron stellten die Art, ausführlich 1837 in „Histoire naturelle complète des reptiles“ beschrieben, in die Gattung Oplurus. Den Artzusatz Maximiliani widmeten sie Prinz Maximilian zu Wied. Leopold Fitzinger wiederum gab 1843 Doryphorus Maximiliani als Artnamen in „Systema Reptilium, fasciculus primus, Amblyglossae“ an. Beide Beschreibungen mit Artzusatz Maximiliani korrigierten „Über den Quetz Paleo des Seba oder Merrems Uromastyx cyclurus“ von Maximilian Prinz zu Wied 1828. Von George Albert Boulenger wurde dieser Leguanartige 1885 als Hoplurus cyclurus im „Catalogue of the lizards in the British museum“ aufgeführt. Jay Mathers Savage stellte die Art 1952 in „The correct generic names for the iguanid lizards of Madagascar and the Fidji islands“ in die Gattung Oplurus.